# Monte Ossa (Grécia)
O Monte Ossa (em grego:   Όσσα), também chamado Kissavos (em grego: Κίσσαβος) é uma montanha da Grécia, com 1978 m de altitude e 1854 m de proeminência topográfica. Está situado entre o monte Pelion a sul e o monte Olimpo a norte, sendo separado deste último pelo Vale de Tempe.
Na mitologia grega, os Aloídas terão tentado empilhar o monte Pelion  sobre o monte Ossa na sua tentativa de escalar o monte Olimpo.